# Orconte
Orconte là một xã thuộc tỉnh Marne trong vùng Grand Est đông nam nước Pháp. Xã này nằm ở khu vực có độ cao trung bình 119 mét trên mực nước biển.
Tháng 11 năm 1944, Không lực Hoa Kỳ đã lập một sân bay với tên "A-66" gần Orconte